# Teresa Arredondo
Teresa Arredondo y Ramírez de Arellano (Murcia, 1825 - Madrid, 29 de diciembre de 1863) fue una artista española, conocida por ser la segunda esposa de Francisco de Paula de Borbón.
Natural de Murcia. Era de ascendencia cubana, de la familia de los condes de Vallellano. Hija de Rosendo Arredondo y Francisca Ramírez de Arellano. Era una conocida cantante de teatro y bailarina hacia 1846. Conoció al infante Francisco de Paula, tío de la reina Isabel II, que era aficionado a las artes y que pronto le va proponer matrimonio. La unión, de carácter morganático, se celebró el 19 de diciembre de 1852, y contó con la aprobación de la reina, motivado seguramente porque Arredondo estaba embarazada.
El niño puso orden en la vida agitada que habían llevado hasta entonces. Fijaron su residencia en el palacio de San Juan, en el recinto del Retiro de Madrid, alejándose de la corte. Teresa nunca reclamó el apellido Borbón para su hijo. Ricardo María de Arredondo, nacido pocos días después de la boda, fue creado duque de San Ricardo el 22 de marzo de 1864, en cuya carta de concesión es llamado exclusivamente con el apellido materno.
Falleció el 29 de diciembre de 1863, en su residencia. Fue enterrada en el cementerio de San Isidro de Madrid, en un panteón obra de Francisco Bellver y Collazos.